# La intrusa (telenovela de 2001)
La intrusa es una telenovela mexicana producida por Ignacio Sada Madero y dirigida por Beatriz Sheridan para Televisa en 2001, transmitida por El Canal de las Estrellas. Versión de la telenovela venezolana de RCTV Valentina escrita por Inés Rodena. Está adaptada por Carlos Romero.
Está protagonizada por Gabriela Spanic y Arturo Peniche; y con las participaciones antagónicas de Laura Zapata, Sergio Sendel, Chantal Andere, Karla Álvarez y Guillermo García Cantú. Cuenta además con las actuaciones estelares de Salvador Sánchez, Sherlyn, José María Torre y los primeros actores Carlos Cámara, Claudio Báez, Bárbara Gil, Silvia Manríquez y Queta Lavat.

## Historia
Rodrigo Junquera, es un exitoso y millonario empresario, a punto de fallecer tras una larga enfermedad, por lo que decide pedirle a Virginia Martínez, la niñera de su hijo menor, que acceda a contraer matrimonio con él en secreto para que pueda ocuparse de sus hijos cuando él no esté y que no puedan despedirla, pues así ella también será dueña de la casa.
Virginia es una joven noble que está enamorada del hijo mayor de Rodrigo, Carlos Alberto, con quien mantiene un puro y casto romance. Cuando se descubre que Virginia es la esposa de Rodrigo y, tras la muerte de éste y por ello, la heredera de toda su fortuna, el propio Carlos Alberto y sus hermanos acusan a Virginia de ser una interesada que se casó en secreto con Rodrigo por ambición.
Comienza entonces un calvario para Virginia, que tiene que lidiar no solo con el desprecio de Carlos Alberto (que en el fondo aún sigue enamorado de ella), sino con los desplantes de Junior, Raquel y Violeta, los otros tres hijos mayores de Rodrigo. Afortunadamente, cuenta con el cariño de los dos hijos menores, Aldo y Memo, los cuales la hacen sobrellevar un poco mejor su triste existencia dentro de la mansión.
Mientras, en otra parte del país, Vanessa Martínez Roldán, la hermana gemela de Virginia, vive una vida muy distinta, llena de necesidades y carencias. Vanessa, sabiéndose bella y joven, aprovecha sus cualidades físicas para enamorar hombres ricos y poder obtener dinero, aunque sabe muy bien cómo cuidarse de que no se sobrepasen con ella. A pesar de su estilo de vida, Vanessa tiene sentimientos casi tan nobles con su hermana, de la cual se ha distanciado mucho, y sueña con salir algún día de la miseria en la que vive. 
Acuciada por las deudas, Vanessa viaja un día a México D.F., donde conoce a Carlos Alberto Junquera, del que se enamora. Sin embargo, él desprecia a Vanessa por su rudeza y descaro y acaba incluso echándola pese a sentirse asombrado por su gran parecido con Virginia.
Por otro lado, en una casa cercana a la de la familia Junquera, viven los miembros de la familia Roldán, viejos enemigos de los Junquera. La fortuna de los Roldán procede de una gran fábrica de plata en posesión de Alirio Roldán, patriarca de la familia. Pese a su posición, Alirio siempre es víctima de las manipulaciones de su esposa, Maximiliana Limantour de Roldán, quien con su carácter fuerte y seco domina a toda su familia. 
El matrimonio Roldán tiene tres hijos: Anabela, Danilo y Maricruz. Anabela lleva años enamorada de Carlos Alberto Junquera y sueña casarse con él algún día, por lo que detesta a Virginia. Por su parte, Danilo es un mujeriego aficionado a utilizar y abandonar a las mujeres, pero acaba enamorándose perdidamente de Virginia, por lo que une fuerzas con su hermana Anabela para separar a Virginia y Carlos Alberto, que se dejan engañar y manipular fácilmente. Finalmente, Maricruz Roldán es una joven bondadosa y noble, despreciada por su madre por su buen carácter, y que conoce muchos secretos de su familia; entre ellos, uno que involucra a Virginia y Vanessa y explica el origen del odio a la familia Junquera por parte de los Roldán. 
Después de superar muchos obstáculos, Virginia y Carlos Alberto consiguen casarse, pero su matrimonio es muy infeliz por los continuos celos de Carlos Alberto, a lo que se suma que Virginia comienza a sentirse mal y a sufrir desmayos y pérdidas de visión. Los problemas de salud de Virginia se deben a un cáncer inoperable y que acabará en un año con su vida. Al mismo tiempo, Virginia descubre que está embarazada, pero los médicos le advierten de que su embarazo podría adelantar su muerte. Virginia decide continuar adelante con el embarazo pese al riesgo.
Ciega y con el tumor extendiéndose irremediablemente, Virginia muere tras dar a luz una niña preciosa y sana. Este hecho hará que Carlos Alberto enloquezca, preso del dolor por la muerte de su esposa y de remordimientos por las continuas discusiones entre ambos a causa de sus enfermizos celos. El estado de Carlos Alberto hará que su familia incluso se plantee llevarlo a un psiquiátrico.
La noticia del fallecimiento de su hermana y el nacimiento de su sobrina llegan a oídos de Vanessa, la cual decide refinarse y acudir a México para vengar todos los desprecios sufridos por Virginia y hacerse cargo de su sobrina.
Días después de la muerte de Virginia, comienzan a producirse sucesos extraños en la mansión Junquera: una mujer ciega y angustiada deambula por los pasillos de la mansión maldiciendo a Carlos Alberto por todo el dolor que le causó, pero los únicos que ven a esa mujer son el propio Carlos Alberto y el pequeño Memo. Además, al caer la noche, en la mansión se puede ver por los pasillos a una joven ciega que camina con las mismas ropas y el mismo perro lazarillo de Virginia. Hasta la propia Vanessa, pese a estar asustada, intenta calmar a Carlos Alberto, que asegura que su mujer en realidad está viva.
Sólo Carlos Alberto es visitado por las noches por la fantasmagórica presencia, la cual se muestra decidida a seguir siendo "La intrusa". Una historia donde el fantasma de la locura se cierne tanto en los protagonistas como en los villanos.

## Elenco
- Gabriela Spanic - Virginia Martínez Roldán de Junquera / Vanessa Martínez Roldán de Junquera
- Arturo Peniche - Carlos Alberto Junquera Brito
- Laura Zapata - Maximiliana Limantour Bracho de Roldán
- Dominika Paleta - Anabella Roldán Limantour
- Sergio Sendel - Danilo Roldán Limantour
- Chantal Andere - Raquel Junquera Brito
- Karla Álvarez - Violeta Junquera Brito
- Salvador Sánchez - Andrés Martínez
- Guillermo García Cantú - Rodrigo "Junior" Junquera Brito
- Silvia Manríquez - Elena Roldán de Martínez
- José María Torre - Aldo Junquera Brito
- Sherlyn - María de la Cruz "Maricruz" Roldán Limantour
- Marlene Favela - Guadalupe "Lupita" Rojas
- Claudio Báez - Alirio de Jesús Roldán
- Queta Lavat - Rosalía Bracho vda. de Limantour
- Yessica Salazar - Tania Rivadeneyra Elías
- Marco Uriel - Santiago Islas
- Alejandro Ruiz - Juvencio Menchaca
- Diana Golden - Zayda Jiménez
- Roberto "Puck" Miranda - Arnulfo Castillo
- Sergio Villicana	- Guillermo "Memo" Junquera Brito
- Silvia Derbez - Sagrario Vargas (#1)
- Bárbara Gil - Sagrario Vargas (#2)
- Claudio Rojo - Joaquín Velarde
- Patricia Reyes Spíndola - Renata de Velarde
- Enrique Lizalde - Rodrigo Junquera / Hilario Santos (#1)
- Carlos Cámara - Rodrigo Junquera / Hilario Santos (#2)
- Esther Rinaldi - Edith
- Jan - Johnny
- Jorge De Silva - Raymundo
- Sharis Cid - Aracely Menchaca
- Alan Ledesma - David
- Irma Lozano - Laura Elías de Rivadeneyra
- Sara Montes - Balbina
- Rubén Morales - Dr. Gerardo Báez
- Gustavo Rojo - Víctor Rivadeneyra
- Víctor Noriega - Eduardo del Bosque Iturbide
- Mónica Dossetti - Silvana Palacios
- Juan Pablo Gamboa - Esteban Fernández
- Amparo Garrido - Directora Villalobos (#1)
- Rosita Bouchot - Directora Villalobos (#2)
- Gabriela Carvajal - Casilda
- Less Bohr - Celestino Robles
- Antonio Miguel - Lic. Juan Carlos Calderón
- Eduardo Liñán - Inspector Torres
- Hector Álvarez - Barreto
- Patricia Villasaña - Elizabeth Guzmán
- Alberto Díaz - Pastor
- Guillermo Aguilar - Dr. Alfonso Gonzaga
- Mauricio Herrera - Juan Diego Lavat
- Uberto Bondoni - Humberto Nava
- Paola Cano - Tita
- Silvia Caos - Evelia
- César Castro - Dr. Palafox
- Lorenzo de Rodas - Dr. Adrián Colmenares
- Esteban Franco - Melitón
- Luisa Garza - Marcela
- Alberto Inzúa - Lic. Palacios
- Eduardo Lugo - Filemón
- Julio Monterde - Dr. José "Pepe" Cartaya
- Beatriz Monroy - Raniegos
- Beatriz Morayra - Haydée
- Elsa Navarrete - Leyda
- Martha Roth - Norma Iturbide vda. de Del Bosque
- Milagros Rueda - Diosa
- Carlos Torres - Padre Chema
- Irma Torres - Otilia
- Óscar Vallejo - Federico
- Ricardo Vera - Matías
- Maricarmen Vela - Adelaida
- María Prado - Zenaida
- Gabriel Roustand - Asistente del Inspector Torres
- Susana Lozano
- Alberto Chávez
- José María Negri
- Claudia Cervantes
- Maribel Fernández
- Ana Hally

## Banda sonora
- Emmanuel - La Intrusa
- Christina Aguilera y Luis Fonsi - Si no te hubiera conocido
- Cristian Castro - Con ella
- Paulina Rubio - El último adiós
- Chayanne - Yo te amo
- Eros Ramazzotti - Para mi será por siempre
- Ricky Martin - Solo quiero amarte
- Luis Miguel - No me fío
- Alejandro Sanz - El alma al aire
- Alejandro Fernández - Enséñame
- Marco Antonio Solis - O me voy o te vas

## Premios y nominaciones

### Premios TVyNovelas 2002
| Categoría              | Nominado(a)            | Resultado |
| ---------------------- | ---------------------- | --------- |
| Mejor actriz coestelar | Marlene Favela         | Nominada  |
| Mejor actor coestelar  | Guillermo García Cantú | Nominado  |

### Premios El Heraldo de México
| Año  | Categoría               | Nominado(a)    | Resultado |
| ---- | ----------------------- | -------------- | --------- |
| 2002 | Mejor actor             | Arturo Peniche | Ganador   |
| 2002 | Mejor actriz revelación | Marlene Favela | Ganadora  |

### Premios INTE
| Año  | Categoría               | Nominada | Resultado |
| ---- | ----------------------- | -------- | --------- |
| 2003 | Talento juvenil del año | Sherlyn  | Nominada  |

## Telenovelas relacionadas
- - Valentina, telenovela venezolana producida por RCTV en 1975 y protagonizada por Marina Baura y Raúl Amundaray.
  - Rebeca, telenovela venezolana producida por RCTV en 1985 y protagonizada por Tatiana Capote y Franklin Virguez. Versión muy libre escrita por Ligia Lezama donde los roles de la pareja protagonista estuvieron cambiados.
  - Alma mía, telenovela venezolana producida por RCTV en 1989 y protagonizada por Carlos Montilla, Nohely Arteaga y Astrid Carolina Herrera. Versión muy libre escrita por Mariana Luján.
  - Cuando hay pasión, telenovela venezolana producida por Venevisión en 1999 y protagonizada por Fedra López, Jorge Reyes y Roxana Díaz. Versión muy libre escrita por Benilde Ávila.